# Eunica marsolia
Eunica marsolia är en fjärilsart som beskrevs av Jean Baptiste Godart 1823. Eunica marsolia ingår i släktet Eunica och familjen praktfjärilar. Inga underarter finns listade i Catalogue of Life.